# U-Bahn Kyōto

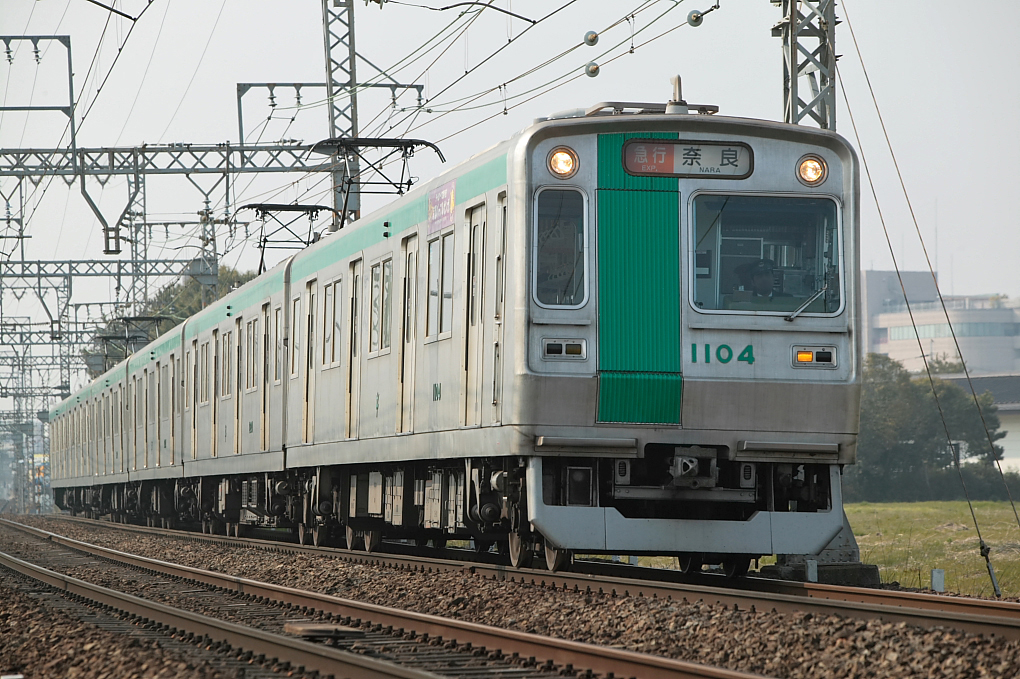
U-Bahn Kyōto Baureihe 10

Die U-Bahn von Kyōto (jap. 京都市営地下鉄, Kyōto-shiei chikatetsu, dt. Städtische U-Bahn Kyōto) ist das Metrosystem der japanischen Stadt Kyōto und wird zusammen mit den Stadtbussen vom Kyoto Municipal Transportation Bureau betrieben. Die Betriebszeiten sind von 5:30 Uhr bis 24:00 Uhr, die Taktrate variiert je nach Fahrgastaufkommen zwischen 4 und 7½ Minuten. Die U-Bahn besteht aus zwei Linien.

## Karasuma-Linie
Die Karasuma-Linie (烏丸線, Karasuma-sen) verläuft von Süd nach Nord und verbindet darüber hinaus mit der Kintetsu-Kyōto-Eisenbahnlinie nach Nara. Die Gesamtlänge beträgt 13,7 km. Die Eröffnung der ersten Teilstrecke zwischen den Haltestellen Kyōto und Kitaoji fand am 1. April 1981 statt. Die letzte Teilstrecke, die den heutigen Verlauf bildet, wurde am 3. Juni 1997 in Betrieb genommen.

## Tōzai-Linie
Die Tōzai-Linie (東西線, Tōzai-sen) verläuft vom Südosten der Stadt auf einen östlichen Punkt hin, bevor sich die Richtung nach West (tōzai) ändert und damit das Stadtzentrum durchquert. Die Gesamtlänge beträgt 17,5 km.
Die Strecke wurde am 12. Oktober 1997 eröffnet und bewältigt täglich im Durchschnitt 138.000 Fahrgäste. Der Streckenabschnitt zwischen Keihan-Sanjo und Yamashina wurde ursprünglich als oberirdische Bahn von der Keihan Electric Railway gebaut und betrieben, jedoch mit der Öffnung der U-Bahn-Linie wieder aufgegeben und der Keihan-Betrieb nach Yamashina zurückgezogen. Dafür verkehren Züge der Keihan-Bahn im U-Bahn-Tunnel vom Bahnhof Kyoto Shiyakusho-mae bis nach Yamashina und weiter nach Ōtsu. Da die Strecke bis Ōtsu jedoch nach wie vor straßenbahnähnlich konstruiert ist, fahren vollwertige U-Bahn-Züge teilweise mitten auf der Straße.
Das westliche Ende wurde von 2002 bis 2007 von Nijo nach Uzumasa Tenjingawa (2,4 km, zwei neue Haltestellen) verlängert.

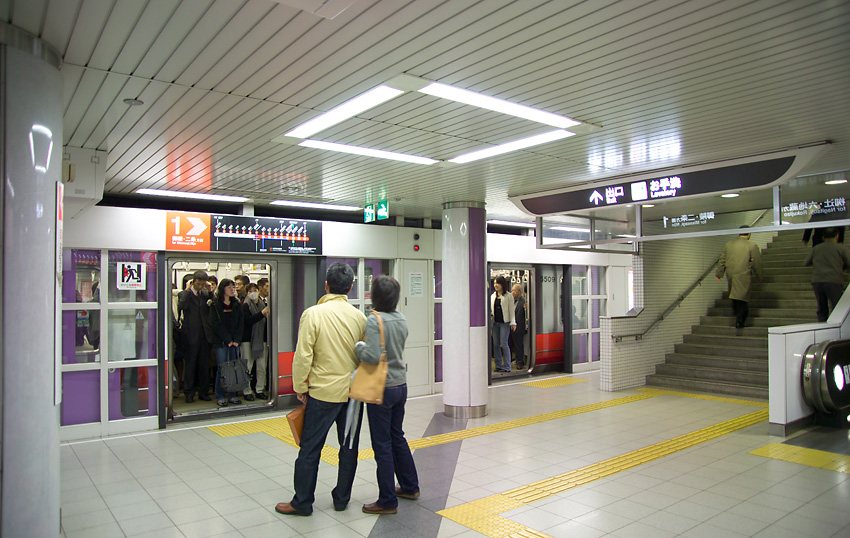
U-Bahn-Station Yamashina der Tozai-Linie

Alle Haltestellen wurden rollstuhlfahrerfreundlich mit Aufzügen, kleinen Spalten zwischen Bahnsteig und Zug versehen, ebenfalls sind die Zugänge zu Einrichtungen wie Toiletten schwellenlos gebaut worden. Jede Haltestelle hat einen Farbcode zum einfachen Erkennen. Der Zugang zu den Zügen ist mit Schiebetüren am Bahnsteig gesichert, die sich nur dann öffnen, wenn ein Zug eingefahren ist.

## Technik
Bei der Kyōtoer U-Bahn wird Normalspur (1435 mm) gefahren. Die Strecke ist durchgehend zweigleisig und elektrifiziert. Die Betriebsspannung ist 1500 V Gleichspannung. Die Haltestellen sind mindestens 175 m lang. Die Züge bestehen aus 6 Waggons und haben eine Höchstgeschwindigkeit von 75 km/h.

## Zukünftiger Ausbau
Die Tōzai-Linie wird bei einer  Ausbaustufe evtl. das 10 km entfernte Rakusai New Town erreichen.
Möglicherweise wird die Karasuma-Linie von Takeda nach Rakunan New Town verlängert.